# Beverley Knight
 (octobre 2021).
Pour les articles homonymes, voir Knight.
Beverley Knight, de son vrai nom Beverley Anne Smith, née  le 23 mars 1973, est une, chanteuse, auteure-compositrice-interprète et productrice britannique.